# Crannog
En crannog (udtales /ˈkrænəɡ/; irsk: crannóg; skotsk gælisk: crannag) er typisk en delvist eller helt kunstigt anlagt ø, normalt opført i søer, moser eller fjorde i Skotland, Wales og Irland. I modsætning til de forhistoriske pælehuse i Alperne, som oprindeligt blev bygget på bredden og først senere blev oversvømmet, blev crannogs fra starten bygget ude i vandet og dannede således egentlige kunstige øer.
Mennesker har boet på crannogs i over fem årtusinder – fra den yngre stenalder i Europa til så sent som i 1600-tallet eller begyndelsen af 1700-tallet.
I Skotland findes der ikke overbevisende arkæologisk evidens for brugen af crannogs i bronzealderen og den norrøne periode. Kulstof 14-datering fra steder som Oakbank og Redcastle viser med 95,4 % sikkerhed, at de stammer fra sen bronzealder til tidlig jernalder – altså efter omkring 800 f.v.t., hvilket kun akkurat gør dem til sen bronzealder.
Nogle crannogs bestod tilsyneladende af fritstående trækonstruktioner, som ved Loch Tay, men de fleste var snarere sammensat af kvas, sten eller tømmerdynger, som kunne være afstivet med træpæle. I områder som de Ydre Hebrider i Skotland var der fra stenalderen ikke adgang til træ, og derfor blev crannogs her ofte bygget udelukkende af sten og understøttede tørmure.

## Udbredelse
Crannógs er udbredte i Irland, hvor der findes anslået 1.200 eksempler, mens Skotland officielt har 389 registrerede lokaliteter af denne type. Det faktiske antal i Skotland varierer dog betydeligt afhængigt af definitionen – mellem ca. 350 og 500 – på grund af brugen af betegnelsen "island dun" (ø-fæstning) for mere end hundrede hebrideanske eksempler, hvilket har skabt en forskel mellem studier af crannógs på det skotske fastland og øbosættelser i Hebriderne. Hidtil ukendte crannógs opdages stadig i Skotland og Irland, efterhånden som undersøgelser af søbunde afdækker helt oversvømmede eksempler.
De største koncentrationer af crannógs i Irland findes i Drumlin-bæltet i Midt-, Nord- og Nordvestirland. I Skotland findes crannógs primært langs vestkysten, med særligt mange i Argyll og Dumfries and Galloway. I praksis rummer De Vestlige Øer (Western Isles) den højeste tæthed af søbosættelser i Skotland, men disse kategoriseres ofte under andre betegnelser end “crannóg”. Et enkelt eksempel i Wales findes ved Llangorse Lake, formentlig som følge af irsk indflydelse.
I Irland fandtes crannógs hyppigst i Connacht og Ulster, hvor de blev bygget i moser og små søer som Lough Conn og Lough Gara, men var mere sjældne i større søer som Lough Erne eller i floder som Shannon. I dag fremstår crannógs typisk som små, cirkulære holme, ofte 8-25 m i diameter, dækket af tæt vegetation, da deres utilgængelighed beskytter dem mod græssende dyr.
Rekonstruktioner af irske crannógs findes ved Craggaunowen i County Clare, i Irish National Heritage Park i County Wexford, og ved Castle Espie i County Down. I Skotland findes rekonstruktioner ved "Scottish Crannog Centre" ved Loch Tay i Perthshire; dette center tilbyder guidede ture og praktiske aktiviteter som uldspinding, trædrejning og ildfremstilling. Det afholder også arrangementer om vild madlavning og håndværk, og fejrer årlige Sankthans, Lughnasadh og Samhain-festivaler.